# 広瀬習一
広瀬 習一（ひろせ しゅういち、1922年〈大正11年〉3月15日 - 1944年〈昭和19年〉9月13日）は、滋賀県出身のプロ野球選手（投手）。戦前期に巨人軍で活躍した。

## 経歴
1934年、12歳のとき、地元の琵琶湖を横断する遠泳大会で14㎞を泳ぎ切って大評判となる。
1935年に大津商業に入学。1938年の夏の甲子園の県予選では外野手として出場するが、準決勝で膳所中学に敗退する。1939年正月の京滋中等対抗野球大会では、初めて対戦した神田武夫を擁する京都商業に完敗するが、前年の夏の甲子園を制した平安中学を破りって2勝1敗となり、大津商業として初の春の甲子園大会に選ばれる。甲子園では1回戦で小倉工業と対戦、広瀬は一番・遊撃手を務めるが、緊張のせいか無安打2失策と奮わず、チームも1-3で敗れた。夏の県予選からは投手と外野手を兼任し、甲子園への切符をかけた京滋中等対抗野球大会の初戦で、広瀬は京都商の神田武夫と二日がかりの大投手戦を演じるも0-2で惜敗した。
卒業を前に、東京巨人軍監督の藤本定義が大津商業を訪れ入団の勧誘を行うが、野球部長の反対に遭い広瀬はプロ入りを断念。1940年広瀬は地元の有力企業であった旭ベンベルグに入社し、旭ベンベルグの野球部である大津晴嵐会に所属した。なお、同年の明治神宮競技大会（国体の前身）に、滋賀県代表として4種目（200m走、800m走、手榴弾投げ、走り幅跳び）に出場している。翌1941年の都市対抗野球の近畿地区予選に出場するが、二次予選準決勝で田村駒に0-2で敗れ、本戦出場はならなかった。
広瀬は都市対抗へ出場できなかった時は巨人の入団テストを受けたいと決心していたらしく、予選が終わるとすぐに西宮へ遠征中の巨人が宿泊していた宝塚温泉の旅館に現れる。近くを流れる武庫川の河原で藤本と楠安夫・多田文久三立会いのもと、ピッチングを披露したが、足元の悪い河原をものともせず、サイドスローからコントロールされた球威のあるボールを立て続けに投げ込み、楠や多田を驚かせた。次に多摩川の丸子橋の下で投球した際には、「あれだけ速いのに全部変化している」と藤本を感心させた。広瀬へのスカウト活動は前年から行なわれていたが、立ち会った楠や多田のほか、川上哲治や千葉茂ら同時期にプレーした選手たちは、広瀬が突然宝塚に現れて入団テストを志願し、採用されたと戦後になっても思っていたという。
初登板・初先発となった同年8月21日の対黒鷲軍戦を3安打完封に抑える鮮烈なデビューを飾る。秋季リーグに入ると、10月6日の対南海戦では神田武夫とプロ入り後初めて対決、意識過剰になっていたためか広瀬は11四球を与えるも2安打1失点に抑えて3-1で勝利している。その後も、中尾輝三と交互にマウンドを踏んで閉幕までに8勝を重ね、7月末に病気で戦列を離れた須田博（スタルヒン）の穴を埋めた。また、秋季リーグでの活躍が認められ、東西対抗戦にも選ばれている。
翌1942年開幕戦で完封勝利を飾ると、1日おいた3月30日の対南海戦でも先発し6回からリリーフした神田武夫と投げ合うが、延長10回に2点を失い3-5で初めて神田に敗れた。5月11日の対黒鷲戦では8回まで無安打に抑えるが、9回に代打・金子裕から内野安打を打たれ、ノーヒットノーランを逃している。春季リーグでは10勝4敗、勝率.714、防御率1.47といずれもチームトップの成績を残す。夏季リーグも須田博に並ぶ10勝（2敗）に防御率0.92を記録、春夏通算20勝は、須田（14勝）、中尾（12勝）を凌いでチーム最多となった。7月19日の対南海戦では神田武夫と6度目の対戦を果たし8-0で完封勝利を収めて対戦成績を5勝1敗とするが、結局これが最後の対決となった。また、夏季リーグ終了後に行われた東西対抗戦にも2年連続で選ばれている。
秋季リーグの開幕戦である9月12日の対大和軍戦で、広瀬は延長10回表から登板するとその裏で巨人が逆転し僅か1イニングの登板で21勝目を挙げる。その試合後に虫垂炎を発症して古川橋病院に緊急入院して手術を行う。しかし、戦時中の物資不足により手術後の回復に必要な薬剤が得られず、手術痕が化膿して公式戦への復帰はもちろん、10月に予定されていた入営にも間に合わなくなってしまった。シーズンを通しては須田博（26勝）に次ぐ21勝、防御率1.19（リーグ4位）、勝率.778で最高勝率のタイトルを獲得した。
手術後の回復が思わしくなかったため巨人の合宿所へ戻ることなくそのまま退団。この年の大晦日に入営のために東京を後にし、年の明けた1943年1月10日に陸軍二等兵として京都第16師団9連隊に入隊した。入隊後も、二度に亘って入院するなど手術痕の回復は思わしくなかったが、4月半ばに広瀬の所属する第16師団9連隊は広島の宇品港からフィリピンに出発している。フィリピンでは現地の日本兵により野球チーム「日本人倶楽部」が結成され広瀬も参加、1944年1月にフィリピン人チーム「比島倶楽部」と試合を行う。比島倶楽部にはかつて巨人に在籍したリベラがおり、広瀬とリベラは巨人時代の思い出話に花を咲かせたという。
同年9月13日フィリピンのレイテ島で戦死。満22歳没。最終階級軍曹、死後曹長に昇進した。
墓碑は、大津市長等一丁目の傳光院にある。東京ドーム敷地内にある鎮魂の碑には、彼の名前が刻まれている。

## 選手としての特徴
投球フォームは相当の自己流で、内野手が送球するような小さな腕の振りから手首の強さを活かしたスナップスローだった。武器は一番自信があったというシュートで、他にドロップ、スライダー、シンカーも投げ分けた。ストレートも打者の手元でホップする威力のあるものだった。また、急にリリーフを命ぜられても、20球もウォーミングアップをすれば登板できた。
投球のテンポが良く、捕手が返球するとすぐに投球動作に入ったことから、野手はリズムが取りやすくて守りやすかったという。

## 人物
投げることが大好きで、「ワシ、投げるのがおもろいねん。投げんと朝起きて歯を磨かんみたいで気持ち悪い」が口癖だった。先発も中三日でやっていたが、監督の藤本定義が敗戦処理の投手を探し始めると、広瀬は「ワシ、行きましょう」と、何の得にもならないのに自ら喜んで登板していた。
プライベートでは剽軽な性格で、顔が長いためにチームメイトから「馬」のあだ名で呼ばれていたが、自分でもその気になって馬の物まねをよくやっていた。一人で馬と馬子をかわりがわりに演じ分けたり、そのうち塩原多助も登場させるなど、忙しい芝居でチームメイトをよく笑わせていたという。
謡曲が趣味で、合宿所の部屋には謡曲の教本が山ほど積んであった。また将棋も得意で、穴熊囲いをよく使っていたという。

## 詳細情報

### 年度別投手成績
| 年 度     | 球 団     | 登 板 | 先 発 | 完 投 | 完 封 | 無 四 球 | 勝 利 | 敗 戦 | セ 丨 ブ | ホ 丨 ル ド | 勝 率 | 打 者 | 投 球 回 | 被 安 打 | 被 本 塁 打 | 与 四 球 | 敬 遠 | 与 死 球 | 奪 三 振 | 暴 投 | ボ 丨 ク | 失 点 | 自 責 点 | 防 御 率 | W H I P |
| --------- | --------- | ----- | ----- | ----- | ----- | -------- | ----- | ----- | -------- | ----------- | ----- | ----- | -------- | -------- | ----------- | -------- | ----- | -------- | -------- | ----- | -------- | ----- | -------- | -------- | ------- |
| 1941      | 巨人      | 14    | 10    | 9     | 4     | 2        | 8     | 4     | --       | --          | .667  | 424   | 105.2    | 66       | 0           | 44       | --    | 3        | 27       | 0     | 1        | 23    | 19       | 1.61     | 1.04    |
| 1942      | 巨人      | 32    | 23    | 18    | 10    | 2        | 21    | 6     | --       | --          | .778  | 912   | 242.2    | 120      | 2           | 68       | --    | 2        | 106      | 0     | 1        | 41    | 32       | 1.19     | 0.77    |
| 通算：2年 | 通算：2年 | 46    | 33    | 27    | 14    | 4        | 29    | 10    | --       | --          | .744  | 1336  | 348.1    | 186      | 2           | 112      | --    | 5        | 133      | 0     | 2        | 64    | 51       | 1.32     | 0.86    |

各年度の太字はリーグ最高

### タイトル
- 最高勝率：1回（1942年）

### 記録
- 初登板・初先発・初勝利・初完投・初完封：1941年8月21日、対黒鷲軍7回戦（後楽園球場）

### 背番号
- 28 （1941年 - 1942年）

## 書籍
- 上田龍『戦火に消えた幻のエース 巨人軍・広瀬習一の生涯』新日本出版社、2009年 ISBN 9784406052535
- 千葉茂『巨人軍の男たち』東京スポーツ新聞社、1984年